# Tadelakt

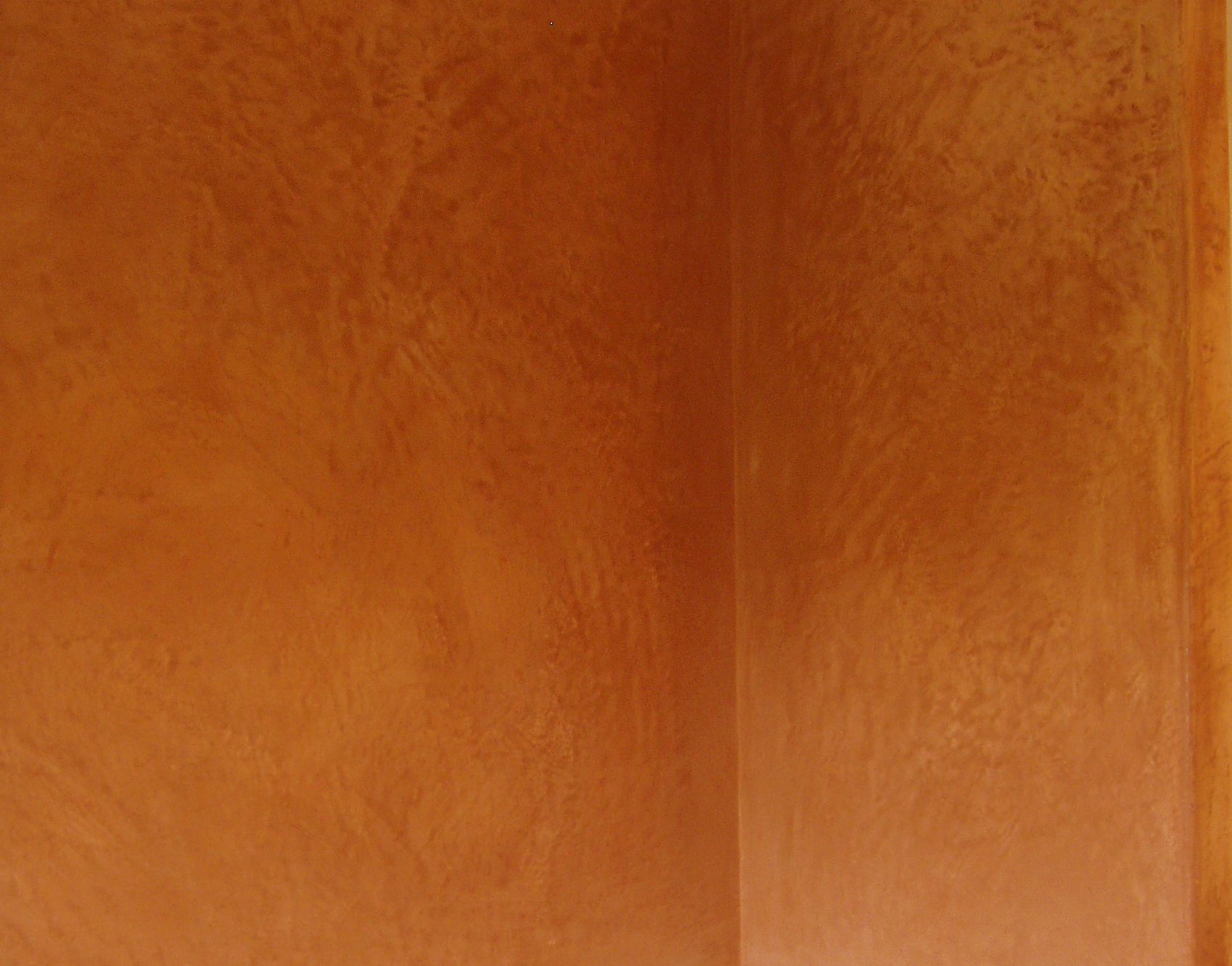
Una paret coberta amb tadelakt

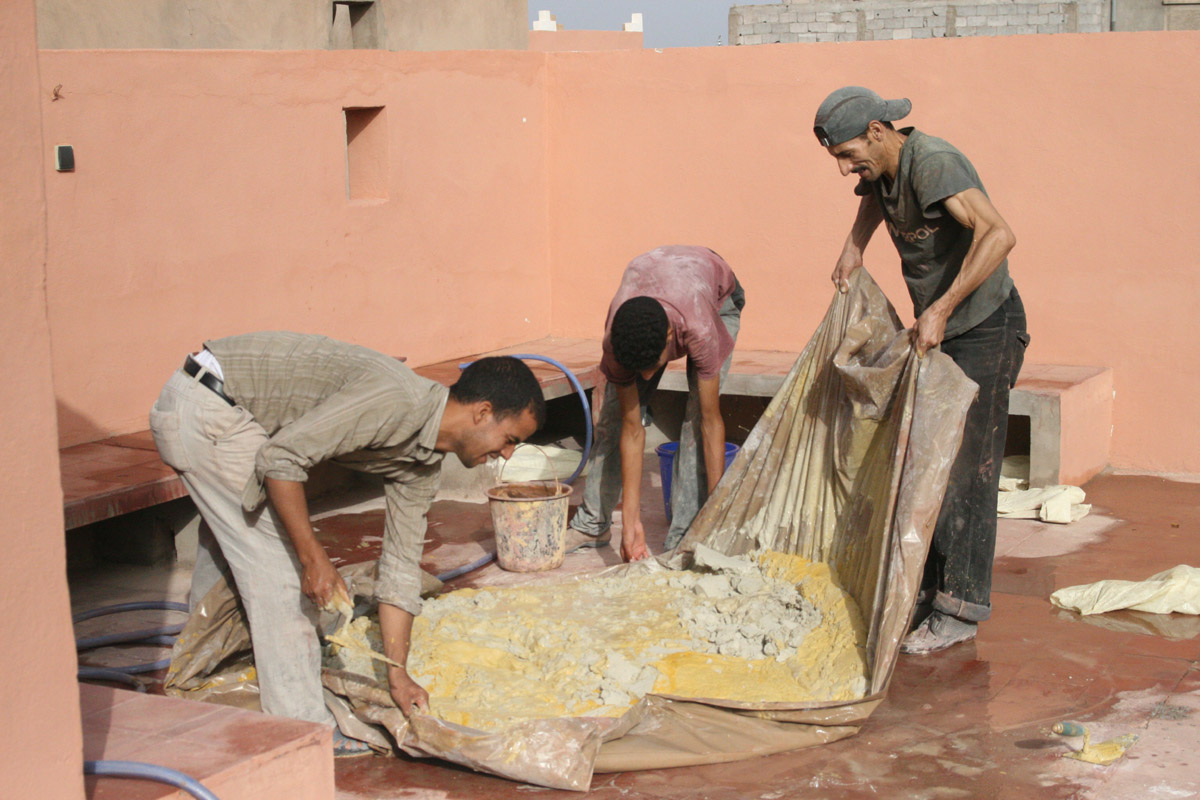
Calç de Marràqueix barrejada amb aigua i pigment groc per fer tadelakt a Riad Dar Rita, Ouarzazate, Marroc.

El tadelakt (amazic i àrab marroquí: تدلاكت, tadlākt, derivat del verb àrab دلك, dalaka, ‘fregar’) és un revestiment de calç de Marràqueix, brillant i gairebé impermeable. És un acabat amb una textura semblant a l'estucat al foc i amb la mateixa resistència a l'aigua. Pot ser emprat tant en interiors com en exteriors, fins i tot a les parets dels banys i en els terres. L'acabat lluent del tadelakt es fa fregant amb un còdol rierenc, mètode que comporta unes ondulacions d'aspecte molt decoratiu. Finalment es frega amb un sabó d'oli d'oliva, negre, tractament que cal repetir cada pocs anys si es vol mantenir la impermeabilitat. La tècnica del tadelakt ha inspirat nous materials de construcció com el Silestone, el Granolite o el micro-ciment.